# Huis De Haan

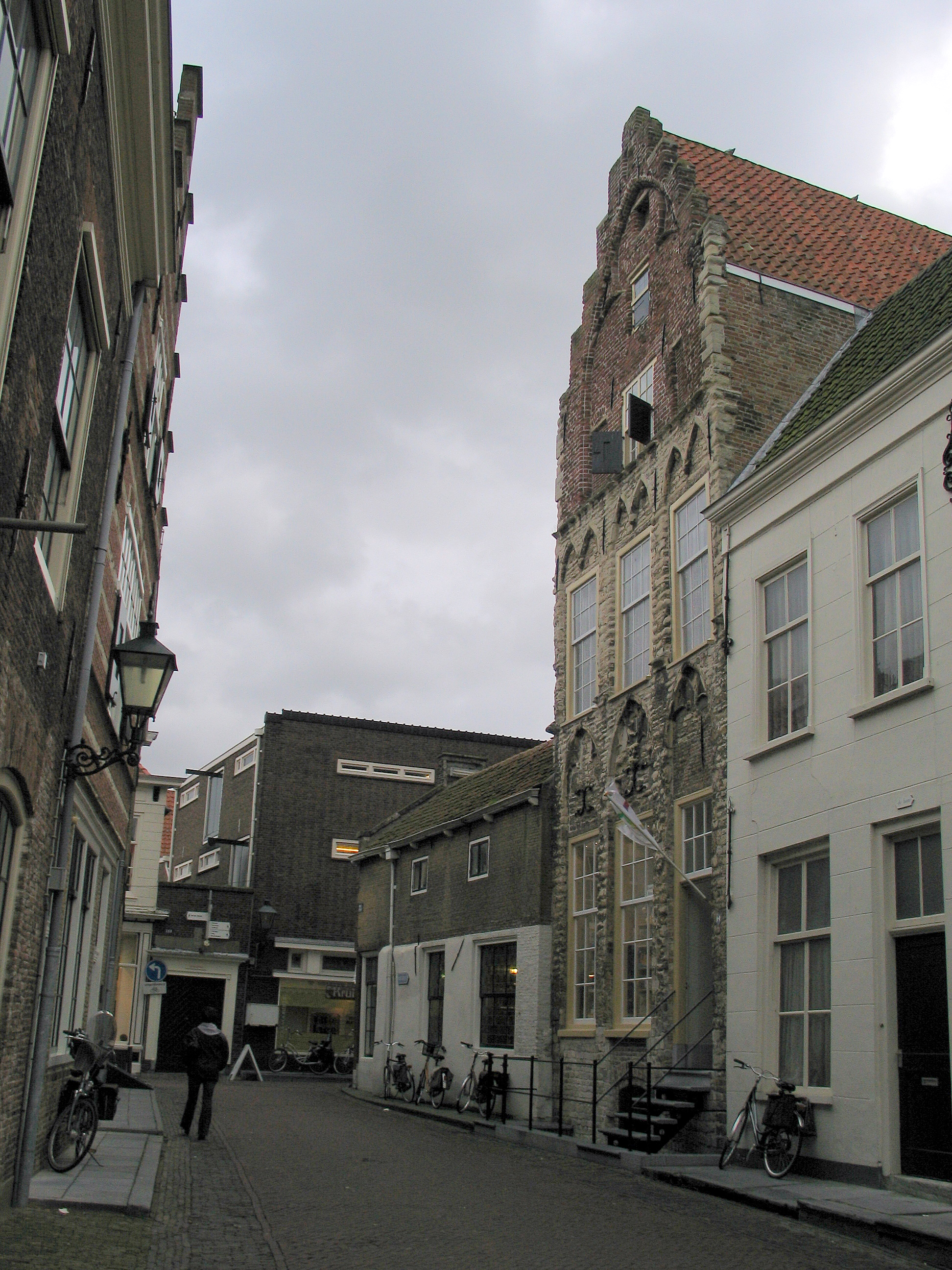
Huis de Haan op de Meelstraat 1 in Zierikzee

Huis De Haan of De Haene (ook wel het Tempelierenhuis of Tempeliershuis genoemd) is van oorsprong een koopmanshuis (woon/pakhuis) in Zierikzee, in de Nederlandse provincie Zeeland. Het pand dateert uit de eerste helft van de 14e eeuw en is daarmee het oudste huis van Zierikzee. Vanwege de ouderdom is het een monument van bijzondere cultuurhistorische waarde. Het huis wordt "de Haene" genoemd omdat er twee hanen op staan.
Vanaf de 18e eeuw staat het huis bekend als het Tempelierenhuis. De naam verwijst naar de legende over het ombrengen van de Tempelieren in 1312, maar dat zou niet echt gebeurd zijn.

## Afbeeldingen

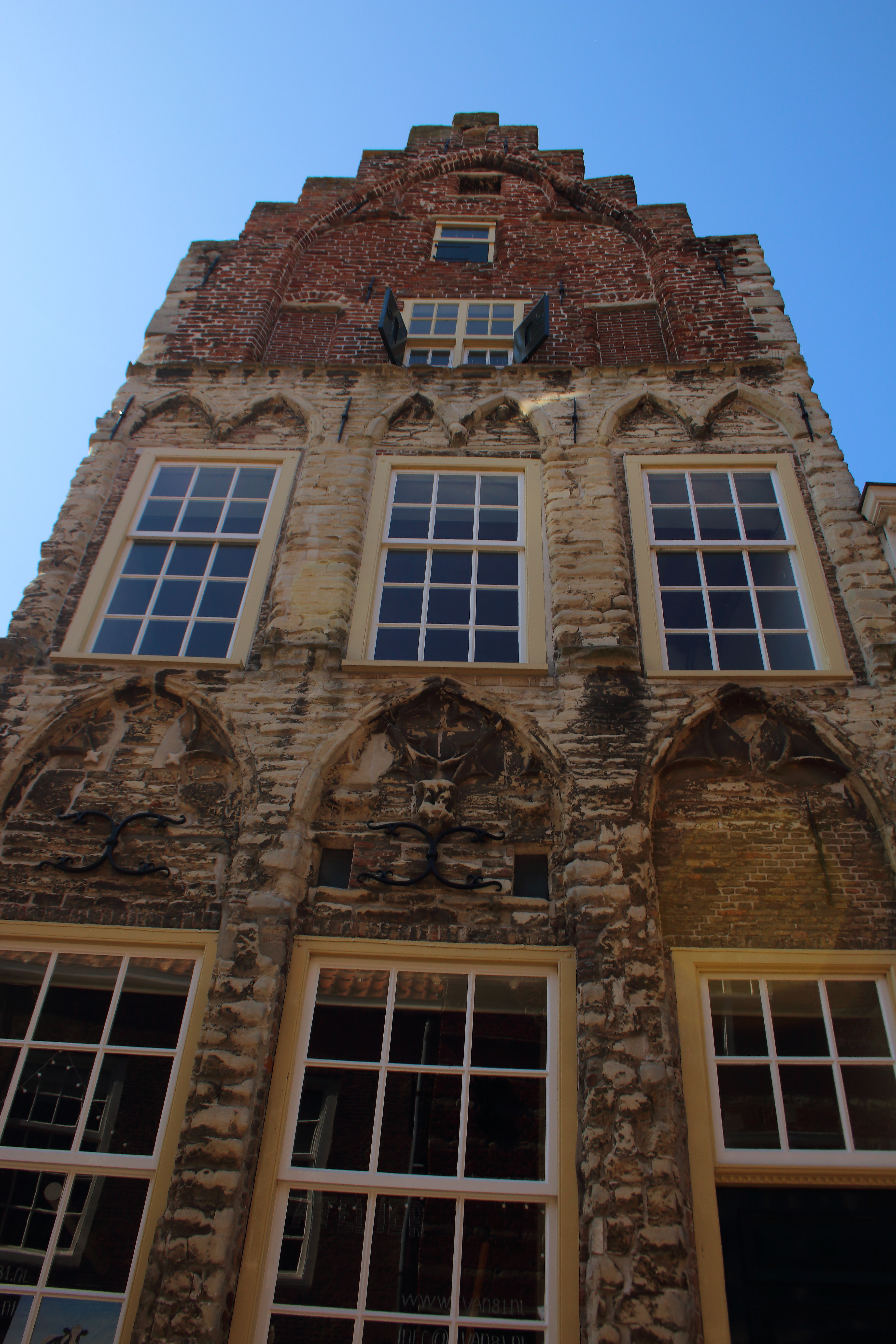
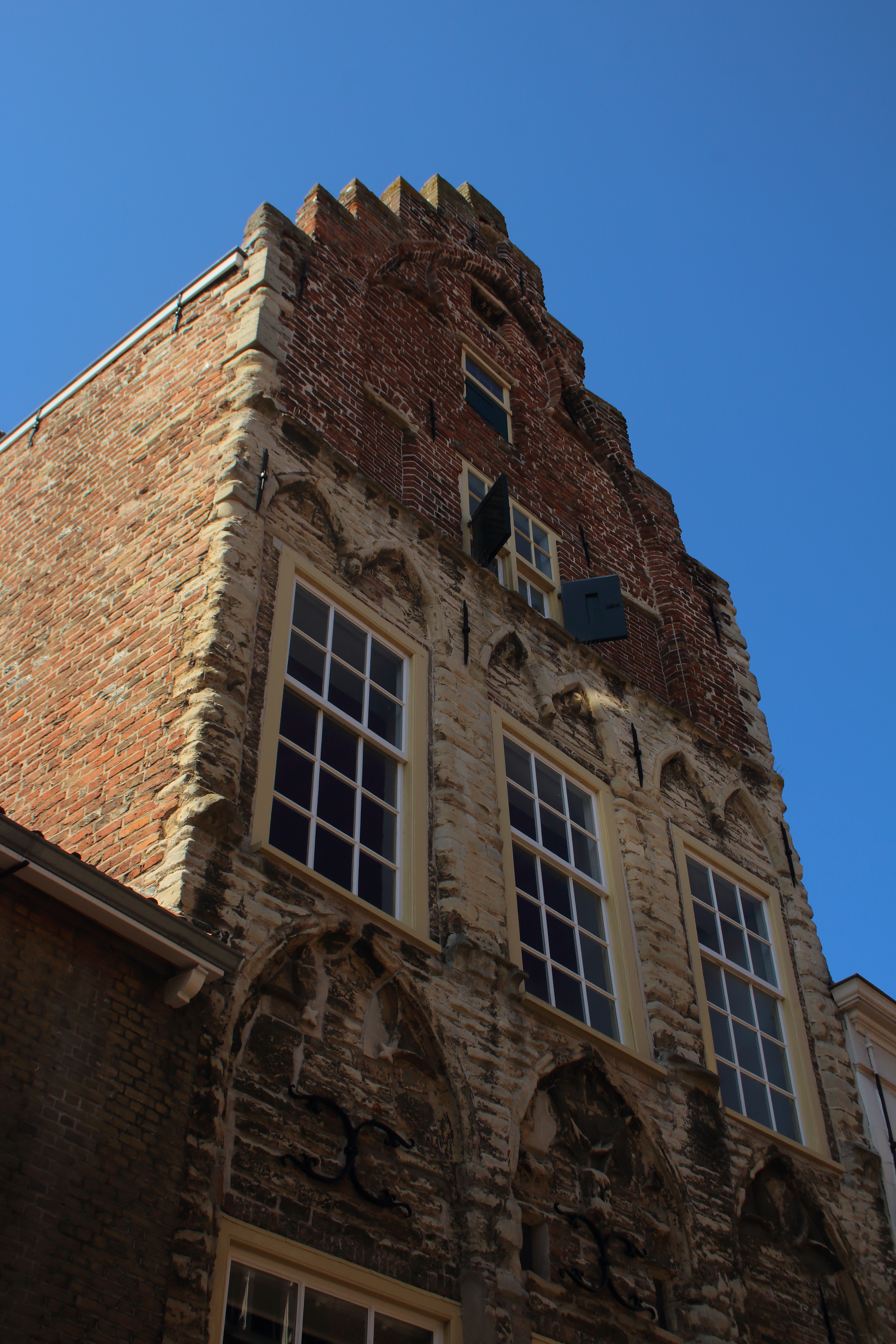
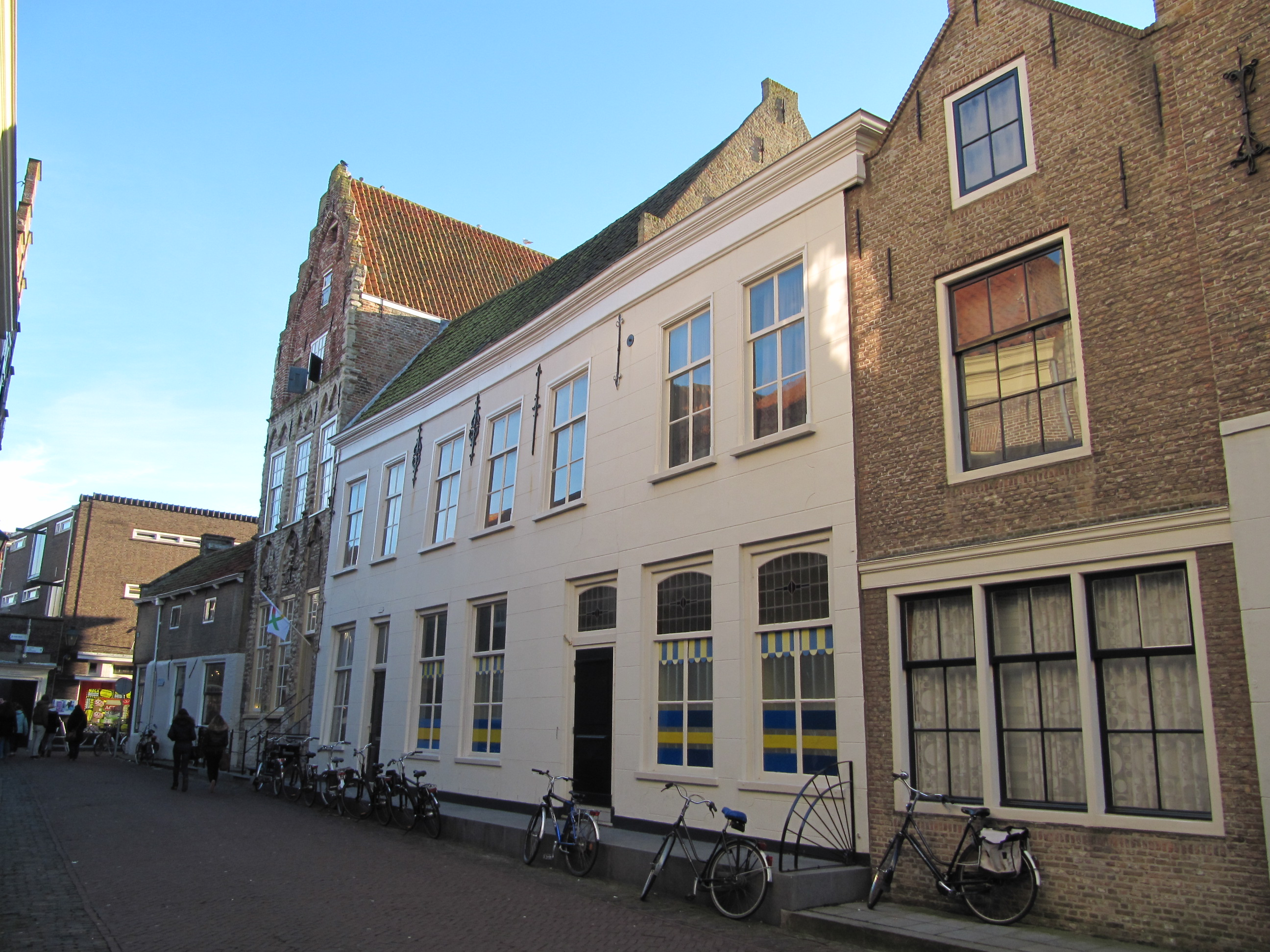